# Maciek Sykut
 Maciek Sykut  nacido en la ciudad polaca de Varsovia, el 21 de junio de 1986 es un tenista profesional nacionalizado estadounidense.

## Carrera
Su apodo es "Magic" y habla inglés y polaco. Sus padres son Martin y Joanna. Realizó sus estudios en la Universidad de Florida en Estados Unidos.
Su ranking individual más alto logrado en el ranking mundial ATP, fue el nº 578 el 8 de agosto de 2011. Mientras que en dobles alcanzó el puesto nº 145 el 16 de julio de 2012.
Hasta el momento ha obtenido 2 títulos de la categoría ATP Challenger Series, todos ellos en modalidad de dobles.

## Títulos; 2 (0 + 2)
| Leyenda                        | Individuales | Dobles |
| ------------------------------ | ------------ | ------ |
| Grand Slam (tenis)\|Grand Slam | 0            | 0      |
| ATP World Tour Finals          | 0            | 0      |
| ATP World Tour Masters 1000    | 0            | 0      |
| ATP World Tour 500 Series      | 0            | 0      |
| ATP World Tour 250 Series      | 0            | 0      |
| ATP Challenger Series          | 0            | 2      |

### Dobles
| N.º | Fecha      | Torneo                     | Superficie | Compañero            | Oponentes en la final             | Resultado        |
| --- | ---------- | -------------------------- | ---------- | -------------------- | --------------------------------- | ---------------- |
| 1.  | 23.10.2011 | Challenger de Quito        | Tierra     | Juan Sebastián Gómez | Andre Begemann Izak van der Merwe | 3–6, 7–5, [10–8] |
| 2.  | 31.03.2012 | Challenger de Barranquilla | Tierra     | Nicholas Monroe      | Marcel Felder Frank Moser         | 2–6, 6–3, [10–5] |